# یامیلت پنیا
یامیلت پنیا (اسپانیایی: Yamilet Peña‎ زادهٔ ۴ دسامبر ۱۹۹۲) ژیمناست اهل جمهوری دومینیکن است.